# 이준영 (1995년)
이준영(본명: 이준석, 1995년 3월 15일 ~ )은 대한민국의 배우이다.

## 학력
- 동아방송예술대학교 연기과 (졸업)

## 출연작

### 드라마
- 《최고의 연인》 (2015년, MBC) - 육선달 역
- 《기적의 시간 로스타임》 (2016년, KBS2)
- 《KBS 드라마 스페셜 - 아득히 먼 춤》 (2016년, KBS2) - 성훈 역
- 《빛나라 은수》 (2016년, KBS1) - 오은호 역
- 《비밀과 거짓말》 (2018년, MBC) - 한우철 역

### 뮤직비디오
- 황인선 - 이모티콘 (2016년)